# Отбивной молоток

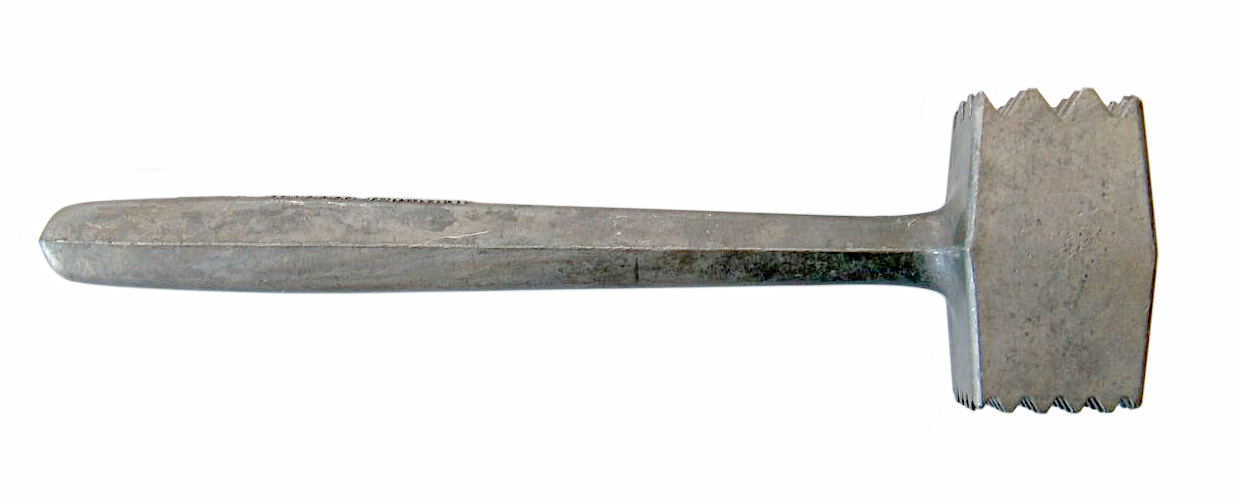
Одна из разновидностей отбивного молотка.

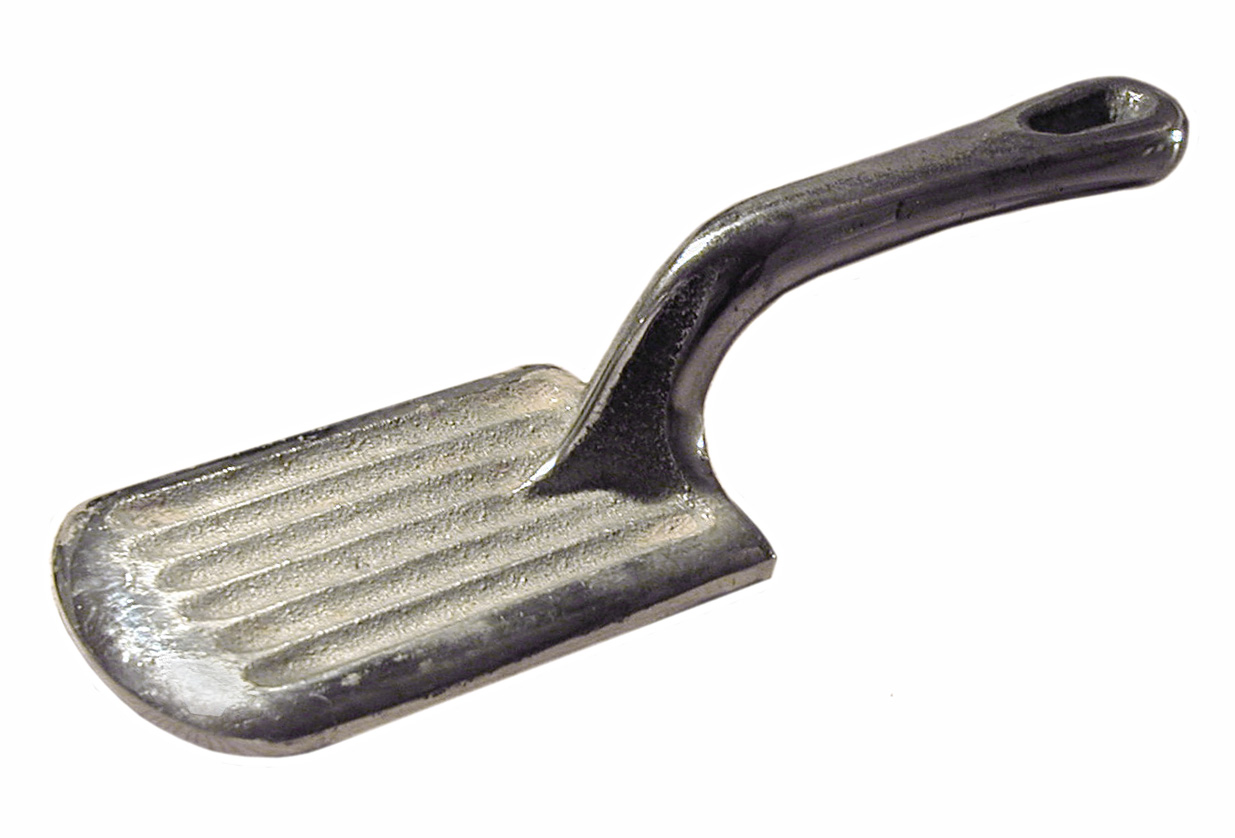
Другая разновидность отбивного молотка.

Буча́рда, или отбивно́й молото́к — кухонная принадлежность для отбивки (с целью размягчения волокон) различных видов мяса и некоторых мясных изделий с целью их подготовки к процессу кулинарной обработки и улучшения последующего пережёвывания и усвоения полученного пищевого продукта. В западной кухне считается необходимой утварью для приготовления различных видов отбивных и стейков. В некоторых кулинарных книгах, однако, рекомендуются другие способы отбивки мяса, поскольку считается, что бучарда разрушает связи между волокнами мяса, а не плющит их, что в итоге приводит к ухудшению вкуса блюда.
Отбивные молотки могут быть различных типов (в частности, сайт Tipnut выделяет 11 разновидностей данной утвари), но наиболее часто встречается две разновидности. Первая, напоминающая формой молоток с короткой ручкой из дерева или металла, имеет две головки, одна из которых плоская (в некоторых случаях острая), другая — с рядами острых пирамидальных выступов. Вторая представляет собой подобие картофельного пресса с короткой ручкой и большим металлическим лезвием, которое может быть либо плоским, либо с такими же пирамидальным выступами. Различные конструкции отбивных молотков патентовались в США, начиная по крайней мере с 1853 года.